# Парламентские выборы в Турции (2011)
Парламентские выборы в Турции прошли 12 июня 2011 года.
На 550 мест в Великом национальном собрании Турции претендовало 27 партий. Право голоса имели 52,8 миллиона граждан Турции.
Фаворитом голосования изначально считалась правящая Партия справедливости и развития; ей прочили 45-50 % голосов избирателей. Другими претендентами на вхождение в парламент считались представленные в парламенте Республиканская народная партия, ультраправая Партия национального действия и умеренная Партия мира и демократии, представляющая интересы курдского меньшинства. За день до голосования был найден убитым один из кандидатов от Демократической левой партии. Охраной порядка на выборах было занято 255 тысяч полицейских; особое внимание уделялось предотвращению возможных терактов и защите избирательных участков на юго-востоке Турции, населённом курдами. По заявлениям властей, выборы прошли в спокойной обстановке, однако один независимый депутат избил двух полицейских, а на западе страны были задержаны люди с фальшивыми бюллетенями. Вместе с тем, Коммунистическая партия Турции заявила о многочисленных нарушениях как во время подготовки выборов, так и в день их проведения. ОБСЕ признала выборы соответствующими международным стандартам, но призвала устранить недостатки избирательного законодательства (10%-й барьер) и снизить давление на СМИ по проблемным вопросам.

## Результаты
Правящая Партия справедливости и развития получила половину голосов избирателей и более половины депутатских мандатов. В то же время, партии не удалось получить 2/3 мест в парламенте, что необходимо для изменения конституции — одного из запланированных мероприятий ПСР. Явка составила 83,2 %.
| Партия | Партия                                         | Голосов, Δ                    | Мест, Δ    |
| ------ | ---------------------------------------------- | ----------------------------- | ---------- |
|        | Партия справедливости и развития               | 21 399 082 (49,83 %): ▲3,25 % | 327: ▼4    |
|        | Республиканская народная партия                | 11 155 972 (25,98 %): ▲5,1 %  | 135: ▲23   |
|        | Партия националистического движения            | 5 585 513 (13,01 %): ▼1,26 %  | 53: ▼18    |
|        | Партия счастья                                 | 543 454 (1,54 %): ▼1,07 %     | 0: ▬       |
|        | «Народный голос»                               | 329 723 (0,77 %): впервые     | 0: впервые |
|        | Партия великого единства                       | 323 251 (0,75 %): впервые     | 0: впервые |
|        | Демократическая партия                         | 279 480 (0,65 %): ▼4,77 %     | 0: ▬       |
|        | Независимые (включая Партию мира и демократии) | 2 819 917 (6,57 %): ▲1,33 %   | 35: ▲8     |